# Шамшик, Николай Ефимович
Николай Ефимович Шамшик (20 декабря 1920, Лемешкино, Саратовская губерния — 21 марта 1978, Алма-Ата) — старший сержант Советской Армии, участник Великой Отечественной войны, Герой Советского Союза (1944). Командир отделения взвода пешей разведки 759-го стрелкового полка, 163-я стрелковая дивизия, 40-я армия, 2-й Украинский фронт.

## Биография
Родился 20 декабря 1920 года в селе Лемешкино (ныне — Руднянского района Волгоградской области) в семье крестьянина. Русский.
Окончил 6 классов. Работал на шахте.
В Красной Армии с 1940 года. На фронте в Великую Отечественную войну с мая 1942 года.
13 марта 1944 года с группой бойцов в числе первых преодолел реку Южный Буг в районе села Ладыжин (ныне город Винницкой области), захватил и удерживал рубеж, обеспечивая форсирование реки другими подразделениями полка.
Указом Президиума Верховного Совета СССР от 13 сентября 1944 года Шамшику Николаю Ефимовичу присвоено звание Героя Советского Союза с вручением ордена Ленина и медали «Золотая Звезда».
После войны демобилизован. В 1950—1952 годах жил в посёлке Култуке Слюдянского района Иркутской области, работал в АТП «Автовнештранс».
Жил и работал в городе Алма-Ата. Умер 21 марта 1978 года, похоронен в Алма-Ате на кладбище на проспекте Рыскулова.
Награждён орденом Ленина, Красного Знамени, Отечественной войны 2 степени, медалями.